# Verena Loewensberg
Verena Loewensberg, née le 28 mai 1912 à Zurich, morte le 27 avril 1986 dans la même ville, est une peintre et graphiste suisse.

## Biographie
Verena Loewensberg est la fille aînée d'une famille de médecins de Zurich. Après deux ans à la Kunstgewerbeschule (devenue l’École de design de Bâle) de Bâle de 1927 (à 15 ans) à 1929, elle devient tisserande à Speicher, en Suisse. En 1931, elle épouse le designer Hans Coray. Ils ont deux enfants : Stephan en 1943 et Henriette en 1946.
Elle entretient une amitié de longue date avec le peintre Max Bill et sa femme Binia. En 1935, elle se rend à Paris pour une formation artistique, mais l’interrompt, déçue par l’approche qu’elle juge trop académique. Grâce à Max Bill, elle entre en contact dans la capitale française avec des artistes du groupe Abstraction-Création et notamment Georges Vantongerloo. « En 1936, j’ai commencé à peindre des tableaux concrets et je n’ai pas arrêté depuis », explique-t-elle.
En 1937, revenue à Zurich, elle devient membre  d'une association d'artistes défendant les théories de l’art concret (mouvement artistique d’art abstrait), Allianz,. Elle divorce en 1949. Après son divorce, elle gagne sa vie comme graphiste et dessinatrice de textiles. Elle vend son premier tableau lors de sa première exposition individuelle en 1950. Elle est admise dans le cercle de l'avant-garde artistique zurichoise, notamment du groupe appelé les Concrétistes zurichois : Max Bill, Camille Graeser et Richard Paul Lohse. Elle participe à leurs expositions collectives remarquées. Elle est inspirée également par le travail de Georges Vantongerloo et de Piet Mondrian. Dans les années 1960, elle tient un commerce de disques de jazz et de musique classique contemporaine à Zurich. 
À partir des années 1970, elle se consacre exclusivement à la création picturale. Des expositions individuelles lui sont consacrées au Kunsthaus de Zurich en 1981, au Kunsthaus d'Aarau en 1998 et au Haus Konstruktiv, musée d'art constructiviste et concret à Zurich en 1999, puis en 2006-2007.
En 2022, une exposition rétrospective lui est consacrée au MAMCO, à Genève.